# Fairytales
Fairytale —en español: "Cuentos de hada"—  es el álbum debut del cantante y compositor noruego Alexander Rybak. Se publicó en Noruega y la mayor parte de Europa el 29 de mayo de 2009. La mayoría de las canciones del álbum están escritas y compuestas por él mismo Alexander. 
El primer sencillo de este álbum es "Fairytale", la canción ganadora del Festival de Eurovisión 2009. Su canción rompió el récord anterior de 292 puntos en el festival y realizó un total de 387 puntos. Todos los países participantes votaron a favor de la canción.
Rybak escribió en inglés algunas canciones que originalmente estaban en noruego y ruso para el álbum. El coro de la canción "Abandoned" usa música de Kirill Moltchanov. La canción "If you were gone", es una versión en inglés de la canción en noruego de "Vårsøg", con música de Henning Sommerro.

## Canciones
| N.º | Título                      | Escritor                          | Duración |  |
| 1.  | «Roll With the Wind»        | Lina Eriksson and Mårten Eriksson | 3:34     |  |
| 2.  | «Fairytale»                 | Alexander Rybak                   | 3:05     |  |
| 3.  | «Dolphin»                   | Alexander Rybak                   | 4:16     |  |
| 4.  | «Kiss and Tell»             | TBA*                              | 3:20     |  |
| 5.  | «Funny Little World»        | Alexander Rybak                   | 3:46     |  |
| 6.  | «If You Were Gone»          | Henning Sommerro                  | 4:31     |  |
| 7.  | «Abandoned»                 | TBA                               | 4:09     |  |
| 8.  | «13 Horses»                 | Alexander Rybak                   | 5:42     |  |
| 9.  | «Song from a Secret Garden» | Rolf Løvland                      | 3:30     |  |

Además de las 9 canciones, el álbum contiene dos canciones extras.
- Datos: Q787021